# Громівець блакитний
Громівець блакитний (Moltkia coerulea) — вид квіткових рослин родини шорстколистих (Boraginaceae).

## Біоморфологічна характеристика
Це напівкущик 10–30 см заввишки, сірувато жорстко притиснуто волосиста, з вузьколінійними сіро запушеними листками. Прикореневі листки довжиною 50–80 мм, зворотно-ланцетні, тупі; стеблові — 20–35 мм, довгасті, гострі, сидячі. Стебла висхідні чи прямовисні, прості. Чашечка правильна, майже до основи 5-роздільна, 3–4 мм, частки гострі. Віночок блакитний чи темно-синій, 10–12 мм, зовні голий, значно перевищує чашечку, з дуже тонкою трубкою та дзвоновим тупо-5-зубчастим відгином. Горішки зморшкуваті, ≈ 4 мм, з чітким субгоризонтальним дзьобом.

## Поширення
Крим, Іран, Ліван-Сирія, Південний Кавказ, Туреччина.
В Україні вид зростає на кам'янистих і сухих вапнякових схилах і приморських урвищах — у Криму, рідко (Феодосійська міськрада, ок. с. Лагерного).